# Кліфф Мардульє
Кліфф Мардульє (фр. Cliff Mardulier, нар. 22 вересня 1982, Едегем) — бельгійський футболіст, воротар клубу «Ільрій».

## Ігрова кар'єра
Народився 22 вересня 1982 року в місті Едегем. Вихованець футбольної школи клубу «Льєрс». Дорослу футбольну кар'єру розпочав 1999 року в основній команді того ж клубу, в якій провів сім сезонів, взявши участь у 56 матчах чемпіонату.
На початку 2006 року зізнався, що брав участь у корупційному скандалі Zaak-Ye, в результаті надалі грав за аматорський «Схотен», а потім покинув країну і виступав за нідерландські «Рода» та МВВ. Надалі повернувся на батьківщину і грав за аматорські бельгійські клуби.

## Виступи за збірну
У 2002—2003 роках залучався до складу молодіжної збірної Бельгії, з якою був учасником молодіжного чемпіонату Європи 2002 року у Швейцарії, на якому бельгійці не подолали груповий етап. Всього на молодіжному рівні зіграв у 10 офіційних матчах.